# Romanian Open
Romanian Open, oficiálně Țiriac Open, je profesionální tenisový turnaj mužů hraný v rumunském hlavním městě Bukurešti na antukových dvorcích. Založen byl roku 1993 na okruhu ATP Tour a každoročně probíhal do sezóny 2016. V dubnu 2024 byl obnoven v kategorii ATP Tour 250. V letech 1993–2016 se konal v areálu BNR Arenas, s kapacitou centrkurtu pět tisíc míst. V roce 2024 se novým dějištěm stal sportovní klub Năstase & Marica.
Turnaj získal název po rumunském tenistovi a podnikateli Ionu Țiriacovi, vlastníku licence od roku 1996, který jej spolupořádá prostřednictvím nadace Fundația Țiriac. Mezi roky 1993–2016 turnaj představoval nejdéle trvající, každoročně pořádanou mezinárodní sportovní událost v Rumunsku.

## Historie
V roce 2009 byl Romanian Open na okruhu ATP Tour zařazen do kategorie ATP Tour 250. Do dvouhry nastupuje dvacet osm singlistů a čtyřhry se účastní šestnást párů. Nejvyšší počet tří singlových titulů získal Francouz Gilles Simon, který ovládl ročníky 2007, 2008 a 2012.
Jubilejní 20. ročník konaný v roce 2012 se poprvé uskutečnil v dubnovém termínu. Do té doby se turnaj konal na konci září. Ročník 2013 připomněl 40. výročí nástupu Ilieho Năstaseho na 1. místo žebříčku ATP, když se Rumun v roce 1973 stal historicky první světovou jedničkou ve dvouhře. Daný ročník ovládl Lukáš Rosol, čímž na túře ATP získal první singlový titul. 
V roce 2016 byl televizní přenos zprostředkován do 96 zemí. Po skončení ročníku oznámil v červnu 2016 vlastník turnaje Ion Țiriac, že licenci postoupil budapešťskému Hungarian Open, jenž Romanian Open nahradil v kalendáři sezóny 2017. V roce 2021 přešla licence z Budapešti na bělehradský Serbia Open. Rodina srbského tenisty Novaka Djokoviće, která vlastnila Serbia Open, turnaj v roce 2023 přemístila do Banja Luky, v níž proběhl pod názvem Srpska Open. V témže roce však Novak Djoković uvedl, že vlastník licence Țiriac ji odmítl prodat či nadále ponechat Djokovićovým, a v sezóně 2024 byl tak obnoven bukurešťský Tiriac Open.

## Vývoj názvu turnaje
- 1993–1998: Romanian Open
- 1999–2001: Gelsor Open Romania
- 2002: Open Romania
- 2003–2010: BCR Open Romania

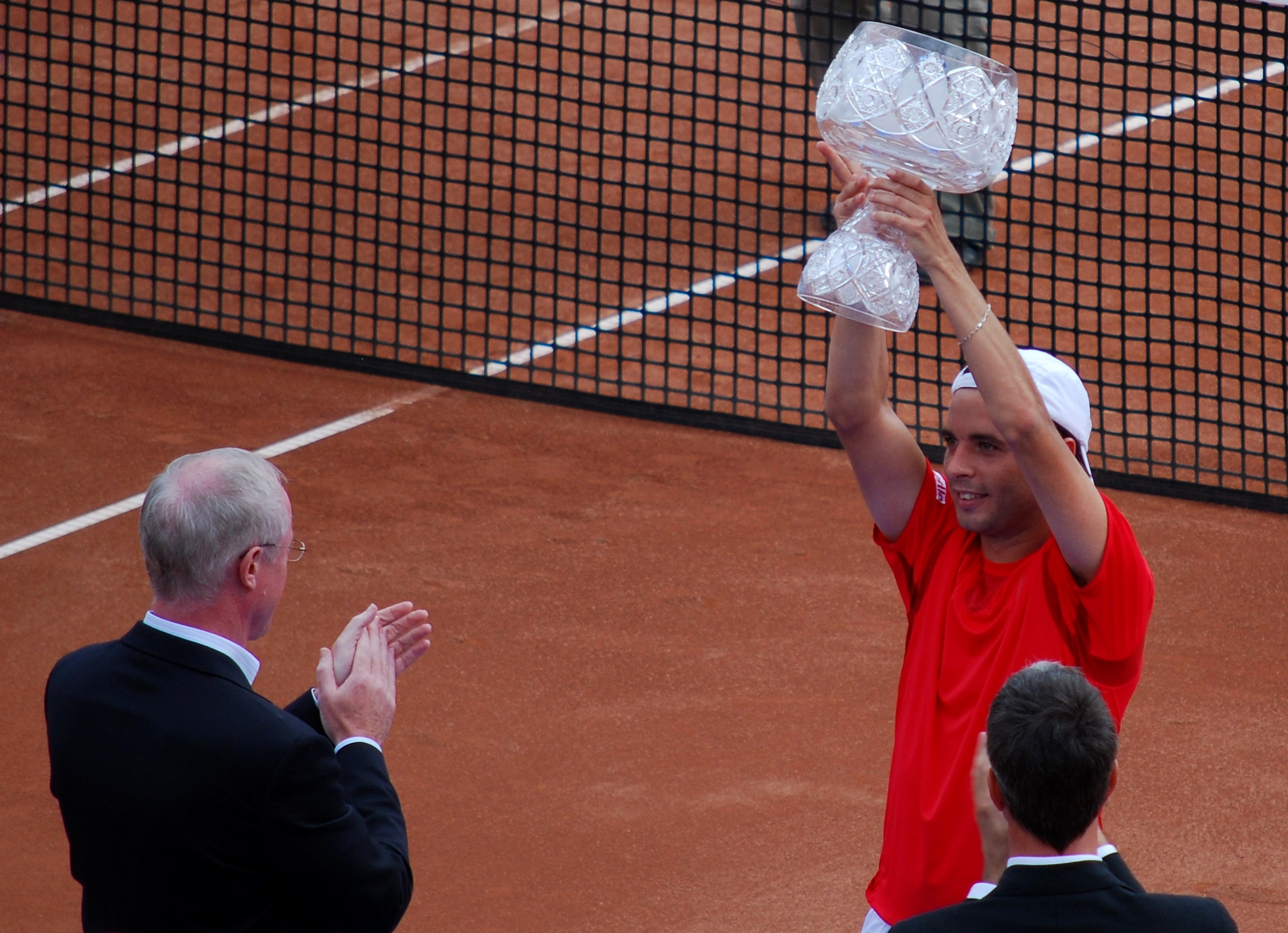
Španěl Albert Montañés, vítěz ročníku 2009

- 2011–2016: BRD Năstase Țiriac Trophy
- od 2024: Țiriac Open

## Přehled finále

### Dvouhra
| Rok  | vítěz                  | finalista              | výsledek             |
| ---- | ---------------------- | ---------------------- | -------------------- |
| 1993 | Goran Ivanišević       | Andrej Čerkasov        | 6–2, 7–6(7–5)        |
| 1994 | Franco Davín           | Goran Ivanišević       | 6–2, 6–4             |
| 1995 | Thomas Muster          | Gilbert Schaller       | 6–3, 6–4             |
| 1996 | Alberto Berasategui    | Carlos Moyà            | 6–1, 7–6(7–5)        |
| 1997 | Richard Fromberg       | Andrea Gaudenzi        | 6–1, 7–6(7–2)        |
| 1998 | Francisco Clavet       | Arnaud Di Pasquale     | 6–4, 2–6, 7–5        |
| 1999 | Alberto Martín         | Karim Alami            | 6–3, 6–2             |
| 2000 | Juan Balcells          | Markus Hantschk        | 6–3, 3–6, 7–6(7–1)   |
| 2001 | Júnis Al Ajnáví        | Albert Montañés        | 7–6(7–5), 7–6(7–2)   |
| 2002 | David Ferrer           | José Acasuso           | 6–3, 6–2             |
| 2003 | David Sánchez          | Nicolás Massú          | 6–2, 6–2             |
| 2004 | José Acasuso           | Igor Andrejev          | 6–3, 6–0             |
| 2005 | Florent Serra          | Igor Andrejev          | 6–3, 6–4             |
| 2006 | Jürgen Melzer          | Filippo Volandri       | 6–1, 7–5             |
| 2007 | Gilles Simon           | Victor Hănescu         | 4–6, 6–3, 6–2        |
| 2008 | Gilles Simon           | Carlos Moyà            | 6–3, 6–4             |
| 2009 | Albert Montañés        | Juan Mónaco            | 7–6(7–2), 7–6(8–6)   |
| 2010 | Juan Ignacio Chela     | Pablo Andújar          | 7–5, 6–1             |
| 2011 | Florian Mayer          | Pablo Andújar          | 6–3, 6–1             |
| 2012 | Gilles Simon           | Fabio Fognini          | 6–4, 6–3             |
| 2013 | Lukáš Rosol            | Guillermo García-López | 6–3, 6–2             |
| 2014 | Grigor Dimitrov        | Lukáš Rosol            | 7–6(7–2), 6–1        |
| 2015 | Guillermo García-López | Jiří Veselý            | 7–6(7–5), 7–6(13–11) |
| 2016 | Fernando Verdasco      | Lucas Pouille          | 6–3, 6–2             |
| 2017 | turnaj se nekonal      | turnaj se nekonal      | turnaj se nekonal    |
| 2023 | turnaj se nekonal      | turnaj se nekonal      | turnaj se nekonal    |
| 2024 | Márton Fucsovics       | Mariano Navone         | 6–4, 7–5             |
| 2025 | Flavio Cobolli         | Sebastián Báez         | 6–4, 6–4             |

### Čtyřhra
| Rok  | vítězové                             | finalisté                               | výsledek                     |
| ---- | ------------------------------------ | --------------------------------------- | ---------------------------- |
| 1993 | Menno Oosting Libor Pimek            | George Cosac Ciprian Petre Porumb       | 7–6, 7–6                     |
| 1994 | Wayne Arthurs Simon Youl             | Jordi Arrese José Antonio Conde         | 6–4, 6–4                     |
| 1995 | Mark Keil Jeff Tarango               | Cyril Suk Daniel Vacek                  | 6–4, 7–6                     |
| 1996 | David Ekerot Jeff Tarango            | David Adams Menno Oosting               | 7–6, 7–6                     |
| 1997 | Luis Lobo Javier Sánchez             | Hendrik Jan Davids Daniel Orsanic       | 7–5, 7–5                     |
| 1998 | Andrei Pavel Gabriel Trifu           | George Cosac Dinu Pescariu              | 7–6, 7–6                     |
| 1999 | Lucas Arnold Ker Martín García       | Marc-Kevin Goellner Francisco Montana   | 6–3, 2–6, 6–3                |
| 2000 | Alberto Martín Ejal Ran              | Devin Bowen Mariano Hood                | 7–6(7–4), 6–1                |
| 2001 | Aleksandar Kitinov Johan Landsberg   | Pablo Albano Marc-Kevin Goellner        | 6–4, 6–7(5–7), [10–6]        |
| 2002 | Jens Knippschild Peter Nyborg        | Emilio Benfele Álvarez Andrés Schneiter | 6–3, 6–3                     |
| 2003 | Karsten Braasch Sargis Sargsian      | Simon Aspelin Jeff Coetzee              | 7–6(9–7), 6–2                |
| 2004 | Lucas Arnold Ker Mariano Hood        | José Acasuso Óscar Hernández            | 7–6(7–5), 6–1                |
| 2005 | José Acasuso Sebastián Prieto        | Victor Hănescu Andrei Pavel             | 6–3, 4–6, 6–3                |
| 2006 | Mariusz Fyrstenberg Marcin Matkowski | Martín García Luis Horna                | 6–7(5–7), 7–6(7–5), [10–8]   |
| 2007 | Oliver Marach Michal Mertiňák        | Martín García Sebastián Prieto          | 7–6(7–2), 7–6(10–8)          |
| 2008 | Nicolas Devilder Paul-Henri Mathieu  | Mariusz Fyrstenberg Marcin Matkowski    | 7–6(7–4), 6–7(9–11), [22–20] |
| 2009 | František Čermák Michal Mertiňák     | Johan Brunström Jean-Julien Rojer       | 6–2, 6–4                     |
| 2010 | Juan Ignacio Chela Łukasz Kubot      | Marcel Granollers Santiago Ventura      | 6–2, 5–7, [13–11]            |
| 2011 | Daniele Bracciali Potito Starace     | Julian Knowle David Marrero             | 3–6, 6–4, [10–8]             |
| 2012 | Robert Lindstedt Horia Tecău         | Jérémy Chardy Łukasz Kubot              | 7–6(7–2), 6–3                |
| 2013 | Max Mirnyj Horia Tecău               | Lukáš Dlouhý Oliver Marach              | 4–6, 6–4, [10–6]             |
| 2014 | Jean-Julien Rojer Horia Tecău        | Mariusz Fyrstenberg Marcin Matkowski    | 6–4, 6–4                     |
| 2015 | Marius Copil Adrian Ungur            | Nicholas Monroe Artem Sitak             | 3–6, 7–5, [17–15]            |
| 2016 | Florin Mergea Horia Tecău            | Chris Guccione André Sá                 | 7–5, 6–4                     |
| 2017 | turnaj se nekonal                    | turnaj se nekonal                       | turnaj se nekonal            |
| 2023 | turnaj se nekonal                    | turnaj se nekonal                       | turnaj se nekonal            |
| 2024 | Sadio Doumbia Fabien Reboul          | Harri Heliövaara Henry Patten           | -                            |
| 2025 | Marcel Granollers Horacio Zeballos   | Jakob Schnaitter Mark Wallner           | 7–6(7–3), 6–4                |

## Rekordy
| Dvouhra                  | Dvouhra            | Dvouhra                         |
| Rekord                   | Rekord             | držitelé rekordu                |
| ------------------------ | ------------------ | ------------------------------- |
| Nejvíce titulů           | 3                  | Gilles Simon (2007, 2008, 2012) |
| Nejvíce finále           | 3                  | Gilles Simon (2007, 2008, 2012) |
| Nejvíce titulů v řadě    | 2                  | Gilles Simon (2007–2008)        |
| Nejvíce vyhraných zápasů | 19                 | Gilles Simon                    |
| Nejmladší vítěz          | 20 let, 5 m a 13 d | David Ferrer (2002)             |
| Nejstarší vítěz          | 32 let, 5 m a 10 d | Fernando Verdasco (2016)        |
| Nejvýše postavený vítěz  | 10. ATP            | Goran Ivanišević (1993)         |
| Nejníže postavený vítěz  | 112. ATP           | Juan Balcells (2000)            |
| Čtyřhra                  |                    |                                 |
| Nejvíce titulů           | 4                  | Horia Tecău                     |
| Nejvíce finále           | 4                  | Horia Tecău                     |

## Galerie

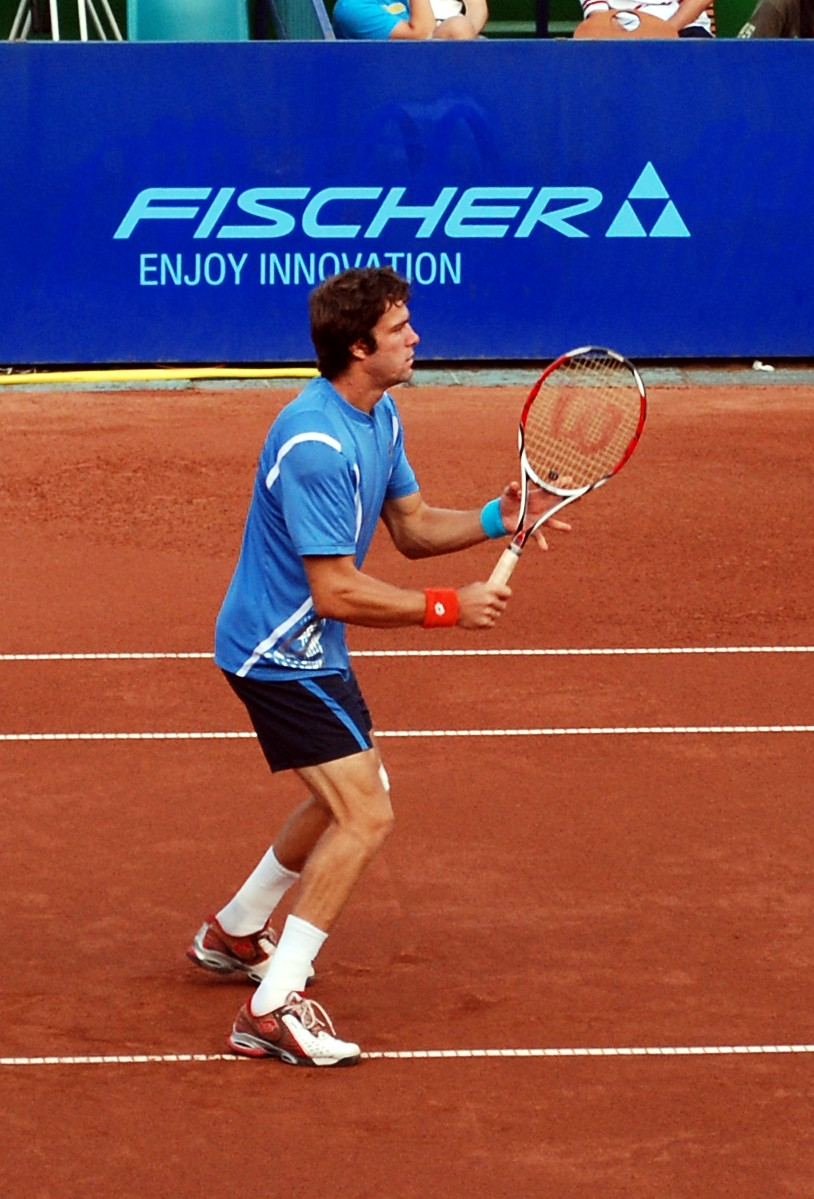
Teimuraz Gabašvili
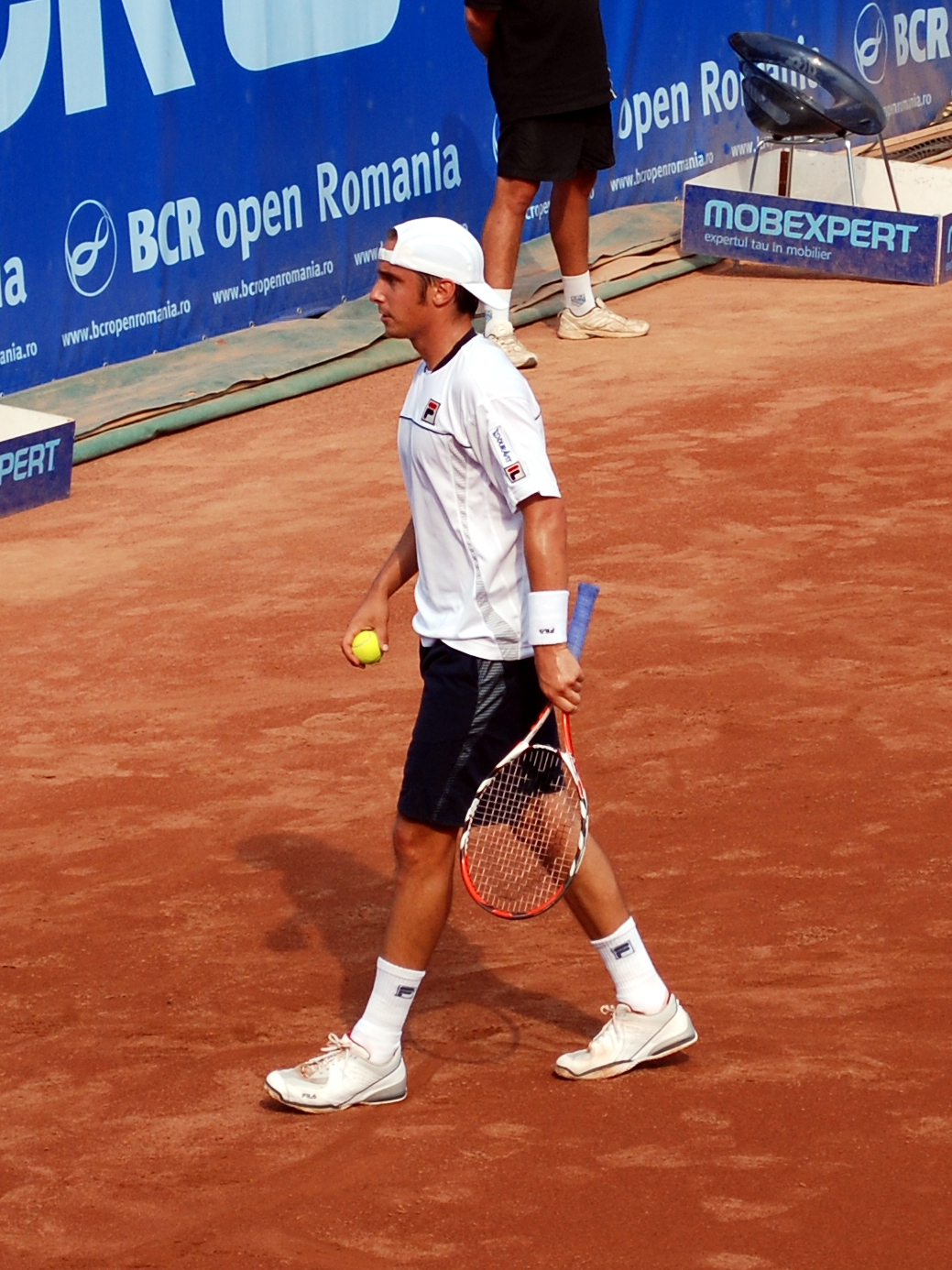
Denis Gremelmayr
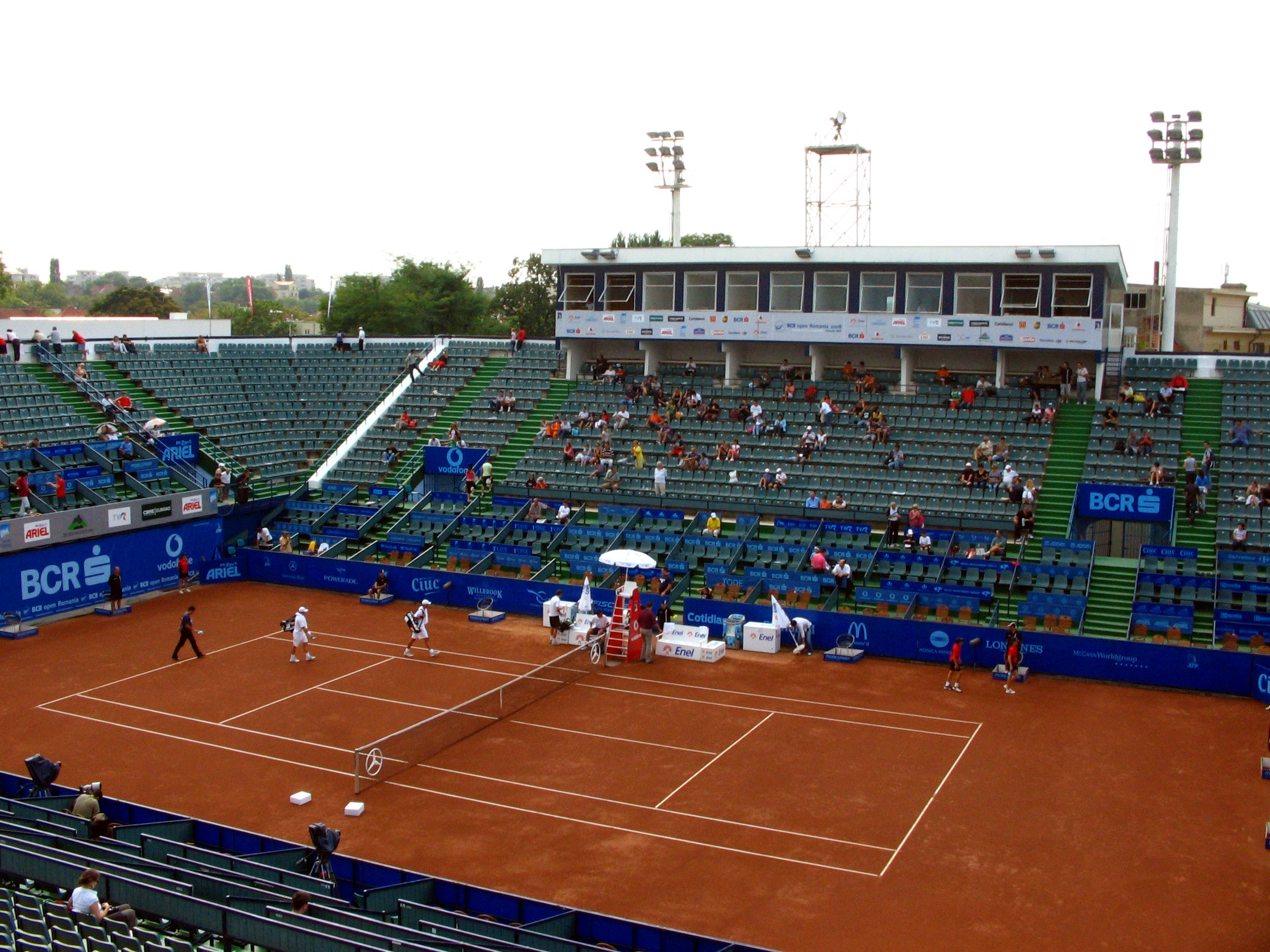
Centrkurt areálu BNR Arenas
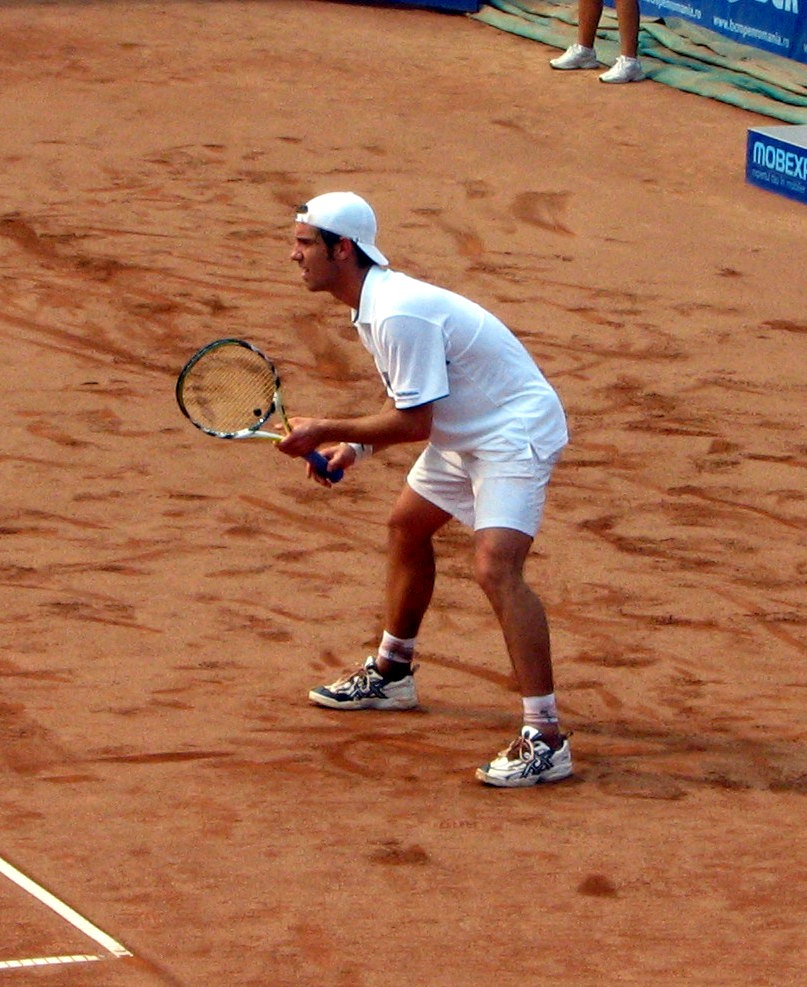
Richard Gasquet
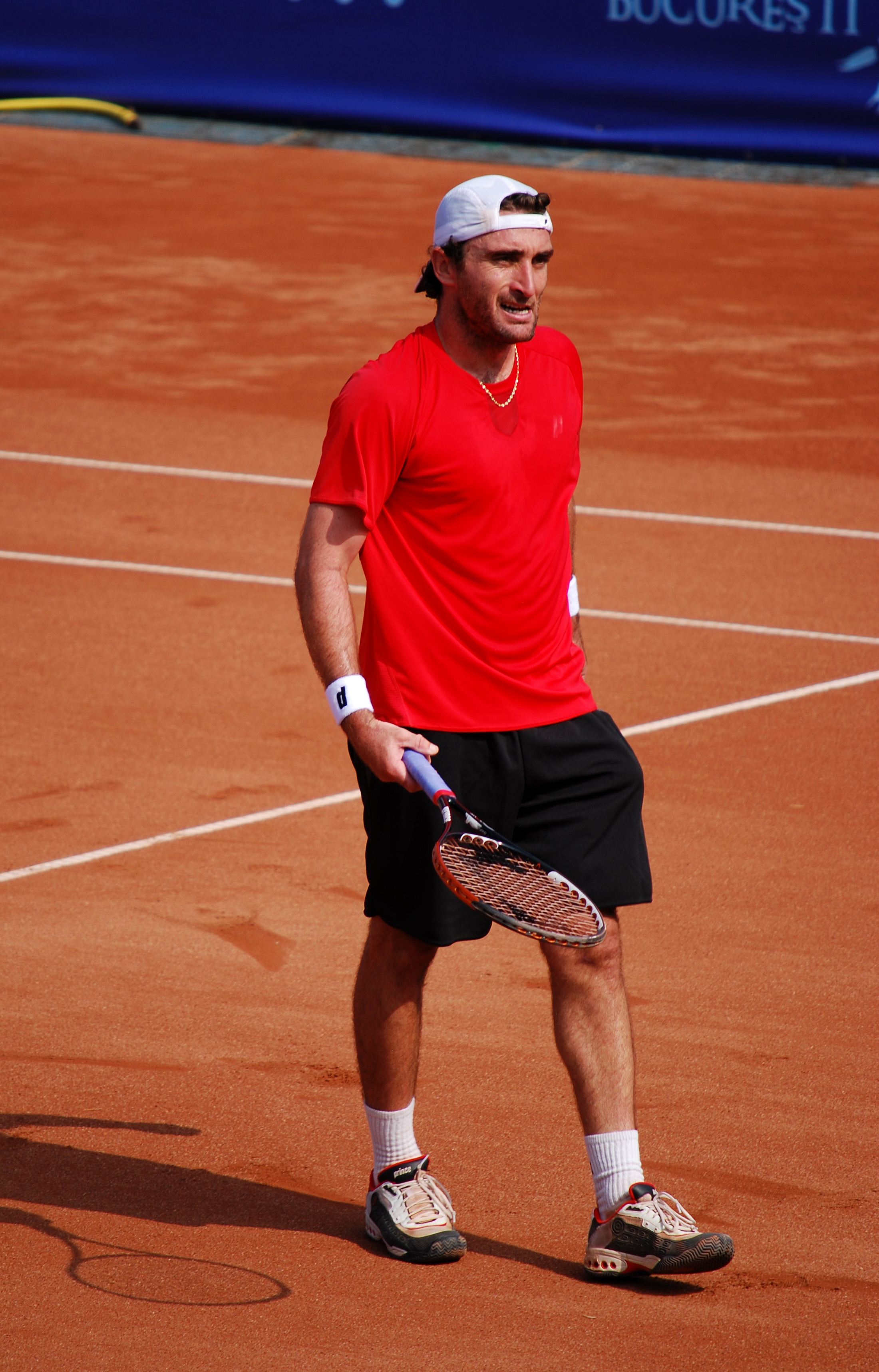
Santiago Ventura